# 李宗仁回憶錄

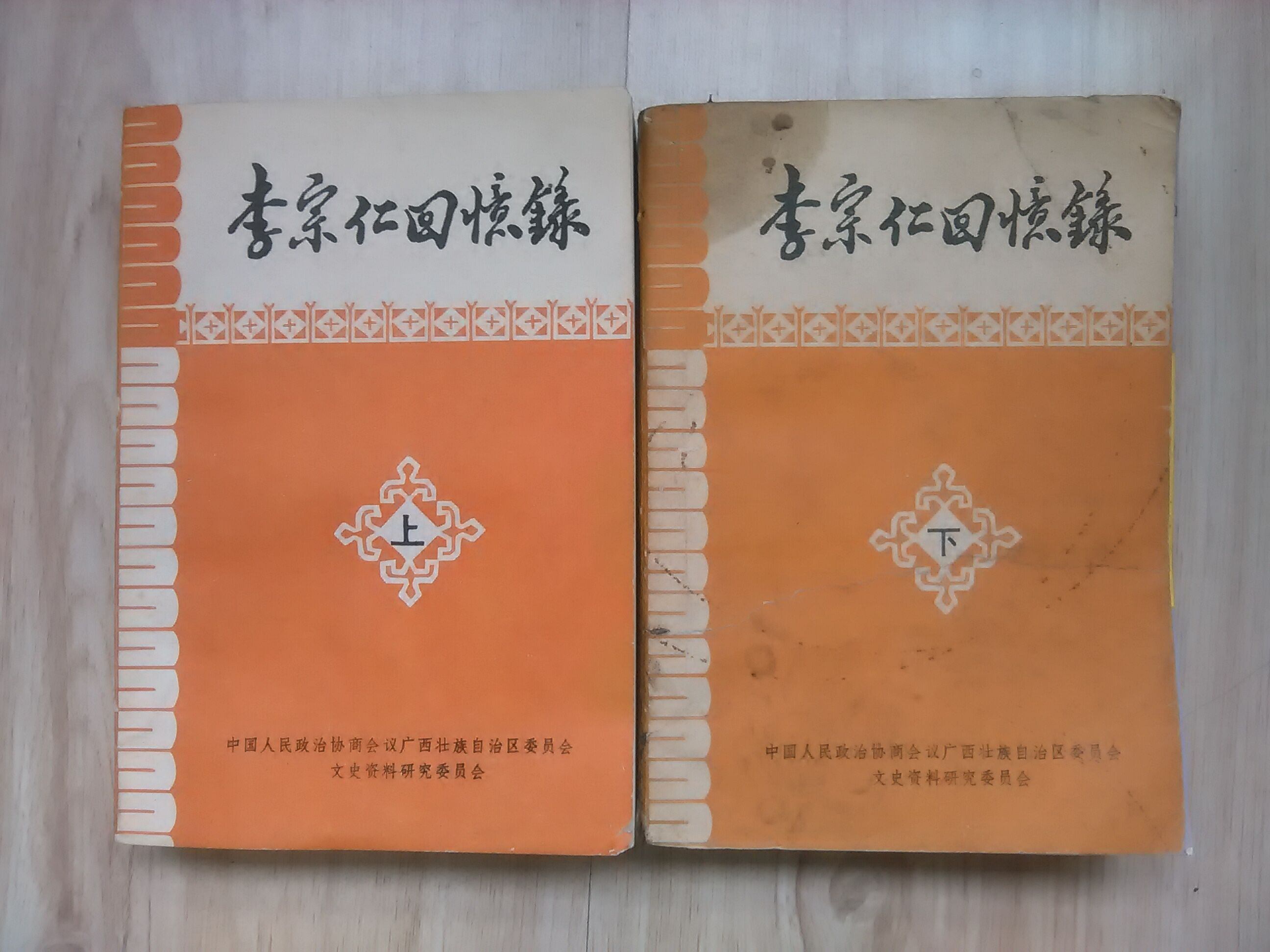
1980年出版的《李宗仁回忆录》中文版（中国人民政治协商会议广西壮族自治区委员会文史资料研究委员会出版）

《李宗仁回憶錄》是1958年夏天，中華民國前代總統李宗仁寓居美國期間親自憶述，由當年「第五戰區老同事」歷史學家唐德剛整理撰寫而成的回憶錄。全書約六十萬字，完稿於1964年，有英文版與中文版傳世。中文稿共分8编72章，约60万字:978。英文稿原是唐德剛對中文稿的节译、增补和改写而成，共53章，40余万字:983。叙述李宗仁经历，阐释其垂暮之年，寄居异国，退思补过。中文版由哥伦比亚大学授权和供稿，香港《明报月刊》乃於1977年4月分（該刊總第一三六期）起，按月连载2年之久:979。后因該刊前編輯以此稿過長，希望暫時停载若干期，以免讀者乏味:979。1980年初，《明報月刊》對《李宗仁回憶錄》恢复連载，並擬刊行全书:979。1980年3月，《李宗仁回憶錄》中文版出版，為中国人民政治协商会议广西壮族自治区委员会文史资料研究委员会出版的内部书，底稿为李宗仁之子李幼邻带回中国的文稿，部分遗失内容根据英文版翻译而来。1980年11月，在中國大陸首次公开发行，由广西人民出版社正式出版上下两卷本；后经华东师范大学出版社1988年再版，同年台湾也有出版。1990年後始在台湾流行。最近版本是广西师范大学出版社2005年12月版及遠流出版2010年2月1日初版。
回憶錄記述李宗仁自童年「不異群兒」時代起，至中國抗日戰爭期間擔任第五戰區司令長官，直至1949年擔任中華民國代總統期間經歷，記錄近代中國現代重大歷史事件，披露鮮為人知政治內幕，是研究中國近代史珍貴史料。

## 内容概述

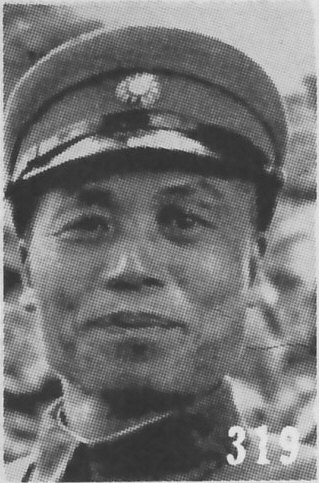
李宗仁(1941)

《李宗仁回憶錄》記載，1907年，蔣介石「肄業陸軍部全國陸軍速成學堂」，因不守校規被開除。

### 北伐前夕的革命陣容
李認為，蔣介石當時集黨政軍大權於一身，作風縱橫捭闔：「國民黨改組之初，蔣先生尚非中央委員，但是在總理北上後兩年之內，一躍而為黨內最有權力的領袖。其權力增漲的過程，實得力於權詐的多，得於資望功勳的少。論蔣的手腕，起初聯絡汪兆銘、廖仲愷、俄顧問鮑羅廷、和中國共產黨等，以打擊西山會議派的元老集團，並排擠胡漢民、許崇智等。胡氏與西山會議派的勢力既除，蔣氏又利用黨內一部份反共情緒和西山會議派等取得默契，發動三月二十日中山艦事變，拘押俄國顧問，並逼汪兆銘去國。汪氏既去，蔣又施展手段，將其政變越軌行為嫁禍於人，將反共甚力的所謂右派軍官如十七師師長兼廣州警衛軍司令吳鐵城及其他反共領袖扣押，通電痛斥西山會議派，以取悅於俄國顧問及中國共產黨以自固。」李敘述他以為蔣奪權之過程：「廖仲愷被刺事件是國民黨史的重大轉折，使中山先生昔日助手們召開四中全會恢復中央委員會的運作成為泡影，並且從此被趕出執政中樞機關，廣州國民政府當然就成了軍隊總司令、汪兆銘及中共的聯合統治政權。蔣介石在黃埔軍校的紀念廖仲愷大會上發表演講，其時在事件發生後十一天：『黨代表的死，是一般反革命派用反共產的口號打死的……，以後我們應當與反共產派的人為敵……要做廖先生的學生、同志，就要記得反共產派的行為。這次反共產派不止來殺廖先生一人的，汪先生和本校長都在內的，所以汪先生和我何時死是不得而知的。……現在我們第一要反對反共產派，其次代廖代表來復仇。』」

### 長沙會議
1926年8月14日，參加在長沙部隊檢閱典禮。李提到：「當總司令的坐騎自第七軍前頭緩緩前進時，我緊隨其後，但見他時時緩緩舉手答禮，認真檢閱，態度從容肅穆，頗有大將風度。」

### 武昌之圍
1926年9月4日，蔣總司令召集緊急攻城會議。李憶述：「開會時，蔣氏並未分析敵情便說：『武昌限於四十八小時內攻下。乘敵人立足未穩，一定要攻下！』他說話的態度非常嚴厲，哪裡像在開會，簡直就是總司令下令攻城罷了。在場的高級將領皆面面相覷，未發一言。我也未便陳述不宜硬攻的理由。大家因而皆接受命令，再作第三次攻城的部署。胡宗鐸私下問我道：『武昌這樣的堅城，限期之內如何攻得下？』我說：『這是總司令的命令，攻不下我們也得應付應付！』武昌城我們已兩度硬攻不下，蔣先生還說『敵人立足未穩』呢！不過我知道蔣先生的個性極強，遇事往往知其不可為而為之。面析無益，我們也只有應付罷了。蔣先生總喜歡遇事蠻幹，一味執拗，不顧現實。武昌第三次攻城之舉，把他個性的弱點暴露無遺。蔣先生這種個性可說是他個人成功的因素，也可說是國事糟亂的種子。」
「正當前線戰況最激烈時，蔣總司令忽然約我一道赴城廓視察，我因為蔣氏未嘗做過下級軍官，沒有親上前線一嘗炮火轟擊的機會，深恐其在槍林彈雨下感到畏葸膽怯。我二人走到了城邊，戰火正烈，流彈在我們左右簌簌橫飛，我默察蔣氏極為鎮定，態度從容，頗具主帥風度，很使我佩服。」

### 總司令下野，寧漢息兵
1927年8月，蔣第一次下野。李憶述：「蔣總司令於八月十二日下野後，京、滬一軍民不知底蘊，竟為之人心惶惶。」

### 寧漢復合的困難與特委會的風波
据李回忆，蔣有“流氓治國”特色。1916年春，蔣在上海期間加入青幫：「在此黨內糾紛無法解決之際，參加黨爭的人，大半只顧目的，不擇手段。流風所及，國民道德、社會風氣均受到極不良的影響。其中最顯著的一個例子，便是上海流氓的社會地位的提高，終至與黨國要人相頡頏。」
「民國二十年代，上海流氓分青、紅兩大幫，最有名的流氓頭為杜月笙和黃金榮。他們在租界內倚靠洋人保護，包庇煙賭、盜匪、娼妓，無惡不作。以上海租界為巢穴，青、紅兩幫流氓的勢力簡直籠罩長江中下游的所有碼頭。商民旅客畏之如蛇蠍。
但是在軍閥時代，這批黑社會的流氓們尚有一種自卑感，不敢與正人君子和士大夫明目張膽地稱兄道弟。舊時代社會上的正當士紳官商也羞與為伍。那時縱係貪贓枉法的軍閥，也向不與流氓往還，他們還多少有點舊式士大夫的頭巾氣。」
「後來蔣中正回到上海，流氓們的社會地位便上漲了。蔣氏於民初不遇時，曾列名黑社會，加入青幫。因其加入得遲，故「輩分」不高，上海甚多老流氓還是他的「長輩」。今番蔣氏衣錦榮歸，貴為革命軍總司令，他以前的「阿兄」、「阿弟」們，自然都難免有「雞犬升天」之感。」「他們自以為與蔣有舊，於清黨更有微勞，遂居然以紳士姿態出現，周旋於黨國要人之間。而我黨中樞領袖，不自覺其在政府中地位的尊嚴，竟與這批流氓稱兄道弟，不以為恥。官箴全失，斯文掃地，以視北洋軍閥，猶等而下之，實堪浩嘆！」

### 所謂「武漢事變」之因果

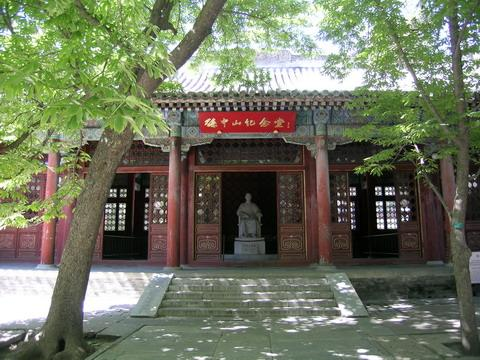
1925年西山會議於碧雲寺召開

李想起：「有位中外聞名的銀行家朋友來訪我，說，上星期宋子文部長到上海召集金融界首要，籌借巨款。……不久，宋部長即以國府蔣主席名義，請各行業首要到南京，並由國民政府茶會招待。到會的共二十餘人，蔣主席親臨訓話。略謂，江西共匪猖獗的情形，料為各位所周知，現在政府急於調遣大軍前往痛剿，但開拔費尚無著落，所以才派宋部長去上海，請諸位幫忙，而你們推說頭寸短少，無錢可借。……你們如不肯幫助政府解決困難，一旦上海共產黨暴動，政府又何能幫助你們去鎮壓呢？說完便悻悻離去。……其中有一位發言道，政府派兵剿共，連開拔費也無著落，同人等應體念政府困難，回去限期籌足政府所需的借款。會場中人一致附和，乃請宋部長用電話報告蔣主席，才得奉命散會。……熟知巨款到手以後，軍隊開拔仍查無音信，實使我感到不妙。又張靜江先生此時已任浙江省主席……某次，他特地約蔡元培、李石曾、吳稚暉諸元老暨李濟深和我，到其寓所喝茶聊天。靜江忽然慨歎地說：『從前介石未和宋美齡結婚時，我凡向他有所建議，他莫不靜心傾聽，且表示考慮採納。今則態度完全兩樣了，大約已為宋美齡及其姊妹所包圍。昨日和介石談話，他忽然衝動，大發脾氣，說要做這件事你也不贊成，要做那件事你也不同意，動輒得咎，倒不如讓我辭職，讓共產黨來幹好了。』張又說：『介石每拿共產黨來嚇人，很是奇怪。希望各位也常對介石進言。尤其是兩位李先生，手握兵權。介石是很講現實的人，倒容易聽你們的良言。』我聽完張氏的話，便說，軍人以服從為天職。雖然站在黨的立場，也可進言，不過若太逾越身分的話，反易發生無謂的誤會，而引起更不良的後果。當時在座諸人中，發言最多的是吳稚暉。……他口沫橫飛，滔滔不絕地說，蔣先生個性倔強，自信力極大。勸大家不宜進言。他尤其叮囑靜江先生要壓抑感情，不可常向蔣先生嚕囌。與其明知無濟於事而強為之，徒引起無謂反感，實屬不智之舉。稚暉又說，若說句粗話，蔣先生是個流氓底子出身，今已黃袍加身，一躍而為國府主席，自然目空一切。和昔日流浪上海，為靜江先生送信跑腿時，自不可同日而語。最好大家信任他，由他放手去幹，不必對國事濫出主張。做得好，固然是他分內的事；做得不好，也是他的責任，免得推諉到別人身上。我當時心裡想，這位無政府主義的吳先生，他對蔣先生的批評，確有深入獨到之處。不過對事對人毋乃太無責任感了。真是『逢君之好，長君之惡』，兼而有之。聽了吳的話，張靜江似有悒悒不樂之色，大家乃不歡而散。綜合那銀行家和張靜江等所說，蔣先生拿共產黨問題來恐嚇要挾黨內外的人，甚至西方友邦的心跡，實不辯自明。中國古語所謂「養寇自重」，正是蔣先生的作風。我於是恍然大悟，蔣先生所以不願派兵往江西剿共的真正原因所在，真所謂愚而好自用，玩火自焚。」

### 「七·七」事變與上海、南京保衛戰

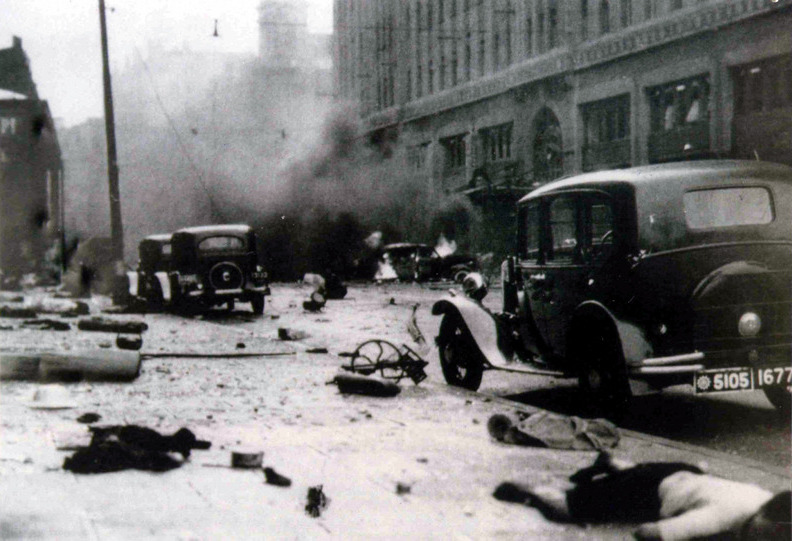
淞滬會戰

七七事變後，蔣動用差不多全部國民革命軍精銳調往淞滬作戰。李認為：「淞滬會戰，歷時三月，是我國抗戰八年，犧牲最大，戰鬥最慘的一役。」「我軍參戰的約五十餘師，戰鬥兵員總數在七十萬左右。淞滬戰場離蘇嘉路第一道國防線尚有百餘華里。戰場上人數既多，又無險可守。敵海、陸、空三軍的火力可以盡量發揮，我軍等於陷入一座大熔鐵爐，任其焦煉。敵方炮火之猛，猛到我炮兵白日無法發炮，而夜間又無法尋找目標，只是盲目轟擊。所以淞滬之戰，簡直是以我們的血肉之軀來填入敵人的火海。每小時的死傷輒以千計，犧牲的壯烈，在中華民族抵禦外侮的歷史上，鮮有前例。」「因為事實上前線已『潰了』！統帥部下令撤退，面子上似好看點罷了。委員長才於十一月九日下令分兩路，一向杭州，一向南京，全線撤退。然前方此時已潰不成軍，各軍倉皇後撤，加以敵機日夜轟炸，人馬踐踏，秩序大亂。大軍數十萬竟越過鋼筋水泥所建的蘇嘉國防線陣地而不能停足。陣地上雖有堅固的堡壘，退兵因一時找不到鑰匙，不得其門而入，竟一一放棄，潰退之慘，一言難盡。敵人跟蹤追擊，不出數週，便自東西兩面進迫京畿，將南京合圍。」「檢討京滬會戰的得失，我們不能不承認我們的最高統帥犯了戰略上的嚴重錯誤。我們極不應以全國兵力的精華在淞滬三角地帶作孤注的一擲。蔣先生當初作此決定的動機，第一可能是意氣用事，不惜和日本軍閥一拚，以爭一日的長短。第二可能是他對國際局勢判斷的錯誤。在蔣先生想來，上海是一個國際都市，歐美人在此投下大量資金，如在上海和敵人全力血戰一番，不特可以轉變西人一向輕華之心，且可能引起歐美國家居間調停，甚或武裝干涉。誰知此點完全錯誤。第三便是由於蔣先生不知兵，以匹夫之勇來從事國際大規模戰爭。」「所以蔣先生在中國戰場縱橫數十年，他所憑藉的武器，不外金錢收買和分化離間的伎倆。若從純軍事觀點立論，則蔣先生實在是既不能將將，也不能將兵，若以他一己的意志來統兵作戰，安有不敗之理？只以軍事一端作簡單的論列，中共今日的囊括大陸，實非偶然。」

### 台兒莊之戰
李在長官部夜半得報，「我湯軍團已向台兒莊以北迫近，天明可到。午夜以後，我乃率隨員若干人，搭車到台兒莊郊外，親自指揮對磯谷師團的殲滅戰。黎明之後，台兒莊北面炮聲漸密，湯軍團已在敵後出現，敵軍撤退不及，遂陷入重圍。我親自指揮台兒莊一帶守軍全線出擊，殺聲震天。敵軍血戰經旬，已成強弩之末，彈藥汽油用完，機動車輛多被擊毀，其餘也因缺乏汽油而陷於癱瘓。全軍膽落，狼狽突圍逃竄，潰不成軍。我軍驟獲全勝，士氣極旺，全軍向敵猛追，如疾風之掃落葉，銳不可當。敵軍遺屍遍野，被擊毀的各種車輛、彈藥、馬匹遍地皆是。磯谷師團長率殘敵萬餘人突圍竄往嶧縣，閉城死守，已無絲毫反攻能力了。台兒莊之戰至此乃完成我軍全勝之局。」在孫連仲部損失慘重，急需救援時，他「嚴令湯恩伯軍團迅速南下，來擊敵軍，三令五申之後，湯軍團仍在姑婆山區逡巡不進」，以致李宗仁「訓誡湯軍團長說，如再不聽軍令，致誤戎機，當照韓復榘前例嚴辦。湯軍團才全師南下。然此時台兒莊的守軍己傷亡殆盡」，其實，他對湯恩伯之指責並不符合事實，白崇禧晚年在臺灣接受中央研究院訪談時曾說：「湯恩伯司令用兵適宜，當敵攻擊台兒莊之際，迅速抽調進攻嶧縣而逞膠著狀態之兵力，反包圍台兒莊之敵人與孫連仲部相呼應，同時，並調關麟征、周碞二部擊破敵人由臨沂派來解圍台兒莊之沂州支隊，於任務完成後，仍回師台兒莊，此為其用兵靈活、合適之處。」；而從日本軍部原始檔案中可以看出，湯恩伯在台兒莊一役並非對抗李宗仁之指揮、為保存實力而遲遲不肯出擊，而是運用靈活戰術，以「圍魏救趙」之戰法，分流進攻台兒莊之日軍，從而緩解台兒莊正面之壓力，日軍在後背受到湯恩伯軍威脅下撤退，遺棄大量輜重、大炮、坦克，正是中央軍湯恩伯軍團在台兒莊地區出現，使得日軍做出蔣介石要在徐州與日軍大舉決戰之錯誤判斷，遂調集大軍到徐州作戰，使該役上升為大規模之「徐州會戰」，打破東京大本營原定華北方面軍「不過黃河」之「有限作戰」禁令，徹底改變「不擴大政策」:85。

### 武漢棄守後之新形勢與隨棗會戰
湯恩伯為抗戰期間戰將。李回憶當年：「湯恩伯最大缺點，還是他的治軍無法度，軍紀廢弛。湯軍藉口防諜，凡所駐紮的村落，除老弱婦孺外，所有成年男子一概迫令離村往別處寄宿。村中細軟、糧食、牲口也不許外運。壯年人既去，則婦女、財產便一任駐軍支配了。以故湯軍過處，民怨沸騰。後來河南人民有句反湯的口號說：『寧願敵軍來燒殺，不願湯軍來駐紮。』」

### 八年抗戰敵我優劣之檢討
李認為：「日本不願傾全國之師來犯。只是在華北、華東用少兵力與中國作戰，到兵力不敷時，才逐次增兵，深入作戰。這種『逐次增兵法』便犯了兵家大忌。……正如把醬油滴入水中，直至把一瓶醬油滴完，為水吸收於無形而後已。」他以為：「如果盧溝橋戰事發動前夕，日本便動員全國，首批派遣三十個師團同時分途進犯。用閃電戰方式，主力由平漢、津浦兩路南下，另以一路出西北，實行戰略上大迂迴，佔領蘭州，一舉切斷中、蘇的交通，並與沿隴海鐵路西進的部隊相呼應，夾攻陝西，佔領西安，得隴望蜀，威脅成都。同時利用海道運輸的便利，向長江、珠江兩流域西進攻擊，與其南下的主力軍相呼應，使西南各省軍隊不能調至長江流域作戰，則佔領淞滬、南京、武漢、長沙等戰略要地，即無異探囊取物。然後右路越秦嶺佔成都；中路上宜昌，穿三峽，入夔門，佔重慶，左路經廣西，向都勻，入貴陽。一舉而佔領中國各重要都市，將我方野戰軍主力摧毀，將零星遊擊隊趕入山區，支解我們整體抵抗的局面，陷全國於癱瘓狀態，並非難事。到那時，我政府只有俯首聽命。等到大勢已去，縱使我們的極端主戰派也只好鉗口結舌。則以蔣、汪為首的反戰派和三月亡國論者將振振有詞，率全國人民屈服於暴力之下了。」當時國軍黑暗，李自己舉例：「民國三十年，五戰區第十補充兵訓練處第二團團長何中明（黃埔四期畢業），其團部駐老河口南三十里的仙人渡，曾將病兵三十餘人衣服剝光活埋致死。何的同事見此事太殘酷，乃據情報告長官部。我便派軍法官及有關人員前往查辦，並掘墳檢視，情形確實，慘不忍睹。因將何中明扣留，交軍法處審訊屬實，判處死刑。本擬就地槍決，以申國法。不意中央當局聞訊，電令押解重慶軍法總監部，旋即釋放。……有些部隊長官探知箇中內幕情形，為保存部隊實力，免被淘汰失業計，乃勾結侍從室和兵站官員，實行賄賂，則武器彈藥又可源源而來。軍隊為國捐軀，武器損失，彈藥消耗自所難免，尚須向上級機關官員行賄才可得到補充，實為千古未有的怪現象。」

### 民主的高潮與逆流——當選副總統始末
1948年3月29日，蔣介石、李宗仁分別當選正、副總統。李回憶：「當選翌日，我偕內子郭德潔至蔣先生黃埔路官邸拜候，並謝他向白崇禧所說支持我的盛意。內子和我在客室中枯坐了三十分鐘，蔣先生夫婦才姍姍而出。相見之下，彼此都感十分尷尬。我表示謝意之後，遂辭出。按政府公布，總統與副總統就職日期是五月二十日。我照例遺員請侍從室轉向蔣先生請示關於就職典禮時的服裝問題。蔣先生說應穿西裝大禮服。我聽了頗為懷疑，因為西式大禮服在我國民政府慶典中並不常用，蔣先生尤其是喜歡提倡民族精神的人，何以這次決定用西服呢？但他既已決定了，我也只有照辦。乃夤夜找上海有名西裝店趕製一套高冠硬領的燕尾服。熟知就職前夕，侍從室又傳出蔣先生的手諭說，用軍常服。我當然只有遵照。五月二十日是南京市一個隆重的節日……這是國民政府成立後第一任正副總統的就職典禮，也確是全民歡慶，氣象萬千。在這種氣氛中，我深感到穿軍便服與環境有欠調和。孰知當禮炮二十一響，贊禮官恭請正副總統就位時，我忽然發現蔣先生並未穿軍常服，而是長袍馬褂，旁若無人地站在台上。我穿一身軍便服佇立其後，相仍之下，頗欠莊嚴。我當時心頭一怔，感覺到蔣先生是有意使我難堪。但再一思索，我立刻挺胸昂視，豁然若釋。」李認為：「觀禮人員中，誰不清楚蔣先生的作風？大家既然明瞭，這尷尬的場面與其說使我難堪，毋寧說使他自己難堪罷了。將來史家秉筆直書，勢將使蔣先生本人在歷史上多其難堪的一筆而已。」

### 急轉直下的內戰

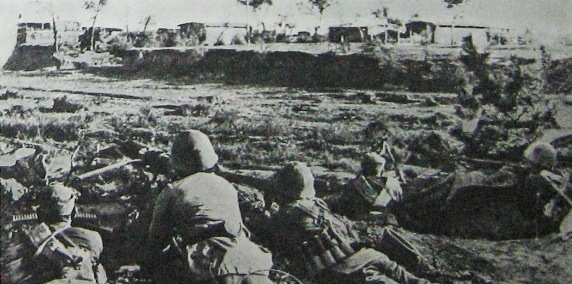
國共四平戰役

1947年，第二次國共內戰期間，李認為：「是年六月底，國共雙方動員起在東北的主力，在四平街發生決戰。白崇禧適於其時飛往瀋陽視察，乃順便協助指揮作戰。前敵指揮官陳明仁且立下遺囑，趕至四平街前線。這本是雙方為爭取東北的第一個主力會戰，關係東北前途極大。共軍指揮官林彪這次顥然是過分自信，竟傾巢而來，企圖一鼓將國軍主力殲滅。但是國軍究係美式配備，火力熾烈，陣地戰經驗豐富，經數日血戰之後，林彪主力終被徹底擊敗，向北撤退。這是共軍在東北空前的敗仗。白崇禧本是四平街會戰的主要畫策人，林彪敗退之後，白氏即主張乘勢窮追，縱不能生擒林彪，也須將共軍主力摧毀。當時負責東北軍事指揮的杜聿明雖同意白氏的主張，但未敢專斷，陳明仁則認為戰事瞬息萬變，時機稍縱即逝，應立刻揮軍窮追，結果乃聯銜電蔣請示，不意所得線電竟是『暫緩追擊』，共軍因此能從容北撤。前敵將領得此覆電，無不頓足浩歎，白崇禧亦頹然而返。其時縱是嫡系將領如陳明仁、杜聿明，甚至熊式輝，均不了解何以蔣先生不許乘勝追擊，任林彪所部安然逃脫。我得此消息便心中有數而暗笑。我知道蔣先生不是不想殲滅共軍，而是討厭這主意出自白崇禧，縱可打一全勝的仗，他也寧可不要。蔣先就有這忌賢妒能，寧饒敵人，不饒朋友的怪性格。此事說出去，一般人是不會相信的，但是追隨蔣先生有年的人一定會拍案叫絕，認為這是一針見血之談。」

### 從副總統到代總統
李回憶于右任請求蔣釋放張學良。「于右任說：『為和談方便起見，可否呈請總統在離京之前，下個手令把張學良、楊虎城放出來？』蔣先生只把手向後一撒說：『你找德鄰辦去！』說畢，便加快腳步走了。拖著一大把鬍鬚的七十老人于右任，在眾人注視之下，慢慢地走回，大家這才黯然地離開會場。」

### 自我毁滅的西南保衛戰
李回憶胡璉、宋希濂二大名將：「在何應欽、白崇禧二人想像中，均認為我軍左翼可萬無一失。蓋宋希濂部十餘萬人，彈械充足，其防地又左依湘西的大山，右靠洞庭湖，共軍短期內絕無法入侵。不料宋希濂竟不聽命令，擅自將全軍撤至鄂川邊境的恩施，致使常德、芷江一線門戶洞開。共軍如乘隙南下，即可將白崇禧的主力包圍。何應欽見情勢急迫，乃以長途電話命令宋希濂，按計畫迅速撤往湘西。」在1954年反對蔣介石連任總統時，曾寫一長信給他，信中說：「並在緊急關頭，（蔣）竟密令防守湘西之宋希濂兵團西撤鄂西，扼守贛南之胡璉軍南撤汕頭，置戰區司令長官之命令於不顧。」

### 在粵之最後努力，對蔣之沉痛教訓
李检讨蔣在政治上造成的过失，说：「你主政二十年，贪赃枉法之风甚于北洋政府时代。舆论曾讥评我们为『军事北伐，政治南伐』。其实，此种评语尚是恕辞，因北洋官僚政客对舆论抨击尚有所畏忌，而我国民政府则以革命旗帜为护符，凡讥评时政的，即诬为『反动分子』，以致人人钳口，不敢因片言惹祸。你对此情形竟亦熟视无睹，明知故纵！……」李亦提到蔣在他秉政之後幕後掣肘之情形：「你此番已是第三次引退，你当时曾对张治中、居正、阎锡山、吴忠信各人一再声明，五年之内決不过问政治。此话无非暗示我可放手去做，改弦更张，不受你的牵制。但事实上你所作所为却完全相反。不仅在溪口架设七座无线电台，擅自指挥军队，且密令京沪卫戍司令汤恩伯亲至杭州逮捕浙江省主席陈仪，并派周碞接替。嗣到台湾之后，復命汤恩伯到福建挟持福建省主席朱绍良离闽，擅派汤氏代理福建省主席兼绥靖主任。凡此皆属自毁诺言、目无政府的荒唐行为！」

### 國府最後播遷，大陸全部淪陷
李還說，蔣不但不會打仗還剛愎自用。善戰將領如孫立人、白崇禧等，都曾遭到蔣整肅。1949年，周養浩等軍統人員在毛人鳳直接命令下，將杨虎城及其子女、卫士、秘书一共8人全部殺害。

### 紐約就醫和華府作客
1950年，杜魯門發出請柬，約李宗仁3月2日至白宮用午餐。李回憶：「有好奇的新聞記者問杜魯門對我如何稱呼，杜說：『我以總統身份請他，我就應稱呼他為總統。』記者又問他對蔣介石如何稱呼，杜說：『我和蔣介石尚無往還！』三月二日我自紐約乘車抵華府，隨即赴杜氏宴客的白賴爾莊（Blair House）午餐。顧維鈞聞訊，也臨時飛回華府。在初次會面介紹禮節上，顧維鈞承蔣意旨，企圖以「副總統」一辭作介，為國務院執事者所否定。顧氏始被迫改用「代總統」為介紹詞。我坐於杜魯門與艾奇遜之間，甘介侯坐於杜氏之左，美國防部長詹森與顧維鈞則坐於對面。杜氏致歡迎詞後，按外交禮節，應請顧大使翻譯，然杜氏一反常例，卻請介侯翻譯，終席未與顧氏交一言。……杜氏細心傾聽，不時以手輕輕擊桌說：『總統先生，你這分析深刻極了。』」

## 评价
唐德剛曾說：“寫一個人的傳，你要比他自己還要了解他。”《李宗仁回忆录》，唐稱是其個人已出版著作中「用功最深、費力最大、遭遇困難最多的一部有原始性的史書」。內容部分「統計起來，大概祇有15%是他口述，85%是我從圖書館、報紙等各方面資料補充與考證而成的」。哥倫比亞大學口述歷史部原主持，在本書英文版〈導言〉中，便鄭重指出，本書是“一个历史制造者与一个历史学家合作的产物”。
《李宗仁回忆录》发表以后，反响很大，但该书也存在一些严重失实之处，以致於胡志偉稱有“大量的谎言”。如李宗仁一再指责“中央军的作战能力，均极薄弱，军纪尤坏”。但一方面回避所属部队军纪恶劣的事实，据军法总监何成濬日记，1942年时，“五战区范围内各县，去岁因早歉收，民食不足，军队复强派勒索，军政部驻鄂军粮局，又办事无方，滥发购粮凭证，致各军队借以任意搜刮，人民受害惨烈异常。”回忆录称：台儿庄战役，在孙连仲部损失惨重，急需救援时，他“严令汤恩伯军团迅速南下，夹击敌军，三令五申之后，汤军团仍在姑婆山区逡巡不进。”同為桂系將領白崇禧晚年在台湾言及：“汤恩伯司令用兵适宜，当敌攻击台儿庄之际，迅速抽调进攻峄县而逞胶着状态之兵力，反包围台儿庄之敌人与孙连仲部相呼应，同时，并调关麟征、周碞二部击破敌人由临沂派来解围台儿庄之沂州支队，于任务完成后，仍回师台儿庄，此为其用兵灵活、合适之处。”

### 引用
1. 1 2 3 4 5  唐德剛. .  初版. 台北: 遠流出版. 2010-02-01.
2. ↑  政协广西壮族自治区委员会文史资料研究委员会：《出版说明》，刊《李宗仁回憶錄》，南宁：中国人民政治协商会议广西壮族自治区委员会文史资料研究委员会，1980年6月初版
3. ↑  陳雷等編著：《蔣介石先生年表》，台北：傳記文學出版社，1978年6月1日，第5頁
4. ↑  李宗仁口述、唐德剛撰寫：《李宗仁回憶錄》，台北：遠流出版，2010年2月1日初版，第289頁
5. ↑  李宗仁口述、唐德剛撰寫：《李宗仁回憶錄》，台北：遠流出版，2010年2月1日初版，第323－324頁
6. ↑  李宗仁口述、唐德剛撰寫：《李宗仁回憶錄》，台北：遠流出版，2010年2月1日初版，第343－344頁
7. ↑  李宗仁口述、唐德剛撰寫：《李宗仁回憶錄》，台北：遠流出版，2010年2月1日初版，第344－345頁
8. ↑  李宗仁口述、唐德剛撰寫：《李宗仁回憶錄》，台北：遠流出版，2010年2月1日初版，第446頁
9. ↑  李宗仁口述、唐德剛撰寫：《李宗仁回憶錄》，台北：遠流出版，2010年2月1日初版，第475－476頁
10. ↑  李宗仁口述、唐德剛撰寫：《李宗仁回憶錄》，台北：遠流出版，2010年2月1日初版，第476頁
11. ↑  李宗仁口述、唐德剛撰寫：《李宗仁回憶錄》，台北：遠流出版，2010年2月1日初版，第477頁
12. ↑  李宗仁口述、唐德剛撰寫：《李宗仁回憶錄》，台北：遠流出版，2010年2月1日初版，第478頁
13. ↑  李宗仁口述、唐德剛撰寫：《李宗仁回憶錄》，台北：遠流出版，2010年2月1日初版，第540至543頁
14. ↑  李宗仁口述、唐德剛撰寫：《李宗仁回憶錄》，台北：遠流出版，2010年2月1日初版，第626頁
15. ↑  李宗仁口述、唐德剛撰寫：《李宗仁回憶錄》，台北：遠流出版，2010年2月1日初版，第627頁
16. ↑  李宗仁口述、唐德剛撰寫：《李宗仁回憶錄》，台北：遠流出版，2010年2月1日初版，第628頁
17. ↑  李宗仁口述、唐德剛撰寫：《李宗仁回憶錄》，台北：遠流出版，2010年2月1日初版，第632頁
18. ↑  李宗仁口述、唐德剛撰寫：《李宗仁回憶錄》，台北：遠流出版，2010年2月1日初版，第633頁
19. ↑  李宗仁口述、唐德剛撰寫：《李宗仁回憶錄》，台北：遠流出版，2010年2月1日初版，第661-662頁
20. ↑  劉仲敬. . 新北市: 八旗文化. ISBN 978-986-93562-0-6.
21. ↑  李宗仁口述、唐德剛撰寫：《李宗仁回憶錄》，台北：遠流出版，2010年2月1日初版，第693頁
22. ↑  李宗仁口述、唐德剛撰寫：《李宗仁回憶錄》，台北：遠流出版，2010年2月1日初版，第737－738頁
23. ↑  李宗仁口述、唐德剛撰寫：《李宗仁回憶錄》，台北：遠流出版，2010年2月1日初版，第745－746頁
24. ↑  李宗仁口述、唐德剛撰寫：《李宗仁回憶錄》，台北：遠流出版，2010年2月1日初版，第798頁
25. ↑  李宗仁口述、唐德剛撰寫：《李宗仁回憶錄》，台北：遠流出版，2010年2月1日初版，第799頁
26. ↑  李宗仁口述、唐德剛撰寫：《李宗仁回憶錄》，台北：遠流出版，2010年2月1日初版，第800頁
27. ↑  李宗仁口述、唐德剛撰寫：《李宗仁回憶錄》，台北：遠流出版，2010年2月1日初版，第806－807頁
28. ↑  李宗仁口述、唐德剛撰寫：《李宗仁回憶錄》，台北：遠流出版，2010年2月1日，第824頁
29. ↑  李宗仁口述、唐德剛撰寫：《李宗仁回憶錄》，台北：遠流出版，2010年2月1日，第880－881頁
30. ↑  「國防部原令撤退青島之劉安祺軍南下增援粵北，吾兄則密令開赴海南島，結果等於開門揖盜，共軍遂得乘虛而入，可為反攻基地之西南，因之瓦解，言之可痛！」見李宗仁口述、唐德剛撰寫：《李宗仁回憶錄》，台北：遠流出版，2010年2月1日，第887頁
31. ↑  李宗仁口述、唐德剛撰寫：《李宗仁回憶錄》，台北：遠流出版，2010年2月1日，第903頁
32. ↑  李宗仁口述、唐德剛撰寫：《李宗仁回憶錄》，台北：遠流出版，2010年2月1日，第904頁
33. ↑  郭冠英：〈笑語燈前老少儒——追著張學良的歷史奧運〉，刊《張學良口述歷史》，台北：遠流出版2009年3月1日版，第37頁
34. ↑  唐德剛：〈序〉，刊李宗仁述、唐德剛撰寫：《李宗仁回憶錄》，台北：遠流出版，2010年2月1日
35. ↑  「全文見英文版韋慕庭、何廉合撰的〈導言〉，見唐德剛：〈撰寫《李宗仁回憶錄》的滄桑〉，刊李宗仁口述、唐德剛撰寫：《李宗仁回憶錄》，台北：遠流出版，2010年2月1日，第980頁
36. ↑  赵建民：〈唐德刚与《李宗仁回忆录》〉，《复旦》第824期，2010年1月19日 （页面存档备份，存于）（简体中文）
37. ↑  李重和《抗战时期国民党军队的风纪问题》，《长白学刊》2006年第4期